# Alexandra Boylan
Alexandra Boylan (* 7. Oktober 1979 in Georgetown) ist eine US-amerikanische Schauspielerin, Drehbuchautorin und Filmproduzentin. Sie ist Mitgründer der Filmproduktionsgesellschaften Mustard Seed Entertainment und MirrorTree Productions.

## Leben
Alexandra Boylan wuchs in Georgetown, Massachusetts auf, wo sie mit ihrer Schauspielkarriere begann. Anschließend zog sie nach Los Angeles, wo sie von Harry Mastrogeorge unterrichtet wurde. Sie begann als Schauspielerin in Independent-Filmen, Musikvideos und Kurzfilmen mitzuwirken. Daraus entstand auch der Wunsch, als Produzentin aktiv zu werden und so gründete sie die Produktionsgesellschaft MirrorTree Productions, die unter anderem die Filme Home Sweet Home (2012) und At Your Own Risk (2018) herausbrachte.
Zusammen mit ihrer älteren Schwester Andrea Polnaszek und ihrem Ehemann John K.D. Graham gründete sie die christliche Produktionsfirma Mustard Seed Entertainment. Ihr Ehemann war auch Regisseur der von ihr produzierten Filme Catching Faith (2015) und Wish for Christmas – Glaube an Weihnachten (2016).
Boylan gehört dem Vorstand von Woman in Film Los Angeles an und ist Outreach-Koordinator und Autorin für Ms. in the Biz, eine Website für Frauen im Filmbusiness. Mit Helenna Santos, der Schöpferin der Seite, schrieb sie das Buch Thriving in Hollywood!. Sie ist außerdem Autorin von Create Your Own Career in Hollywood: Advice from a Struggling Actress Who Became a Successful Producer.

## Werke
- Thriving in Hollywood!: Tenacious Tales and Tactics from Ms. In The Biz. Zusammen mit Helenna Santos. Ms. In The Biz 2014. ISBN 978-0990882206
- Create Your Own Career In Hollywood: Advice from a Struggling Actress Who Became a Successful Producer. MirrorTree Productions 2017. ISBN 978-0999530504

## Filmografie
Als Produzentin
- 2010: The Joy Thief (Kurzfilm) (auch Schauspielerin)
- 2010: Tunnel (Kurzfilm) (auch Schauspielerin)
- 2012: Home Sweet Home (auch Schauspielerin und Drehbuchautorin)
- 2012: The Box (Kurzfilm) (auch Schauspielerin und Drehbuchautorin)
- 2013: Your Pizza Adventure (Videospiel) (auch Schauspielerin und Drehbuchautorin)
- 2014: A Matter of Time (Kurzfilm) (auch Schauspielerin)
- 2015: Catching Faith (auch Schauspielerin und Drehbuchautorin)
- 2016: Wish for Christmas – Glaube an Weihnachten (Wish for Christmas) (auch Schauspielerin und Drehbuchautorin)
- 2018: At Your Own Risk (auch Schauspielerin und Drehbuchautorin)

Als Schauspielerin
- 1999: The Good Man’s Sin (Kurzfilm)
- 1999: Fidelis (Kurzfilm)
- 2000: Dainiac!
- 2001: My Dark Days
- 2006: Pirates of Treasure Island
- 2007: The Hitchiker
- 2011: Alter-Ego (Miniserie, auch Drehbuchautorin)
- 2011–2012: Flock (Fernsehserie)
- 2013: Rabid Love
- 2013: Setback
- 2014: Teechers
- 2014: Teechers 2 (Kurzfilm)
- 2016: Threshold